# Cluj Arena
Cluj Arena – wielofunkcyjny stadion, który powstał w mieście Kluż-Napoka, otwarty 9 października 2011 (mecz inauguracyjny odbył się 11 października kilka miesięcy przed planowanym terminem). Obiekt jest macierzystym stadionem klubu Universitatea Kluż-Napoka. Stadion może pomieścić ponad 30 tysięcy widzów. W listopadzie 2008 rozebrano stary Stadion Ion Moina, który mógł pomieścić 28 tys. widzów.

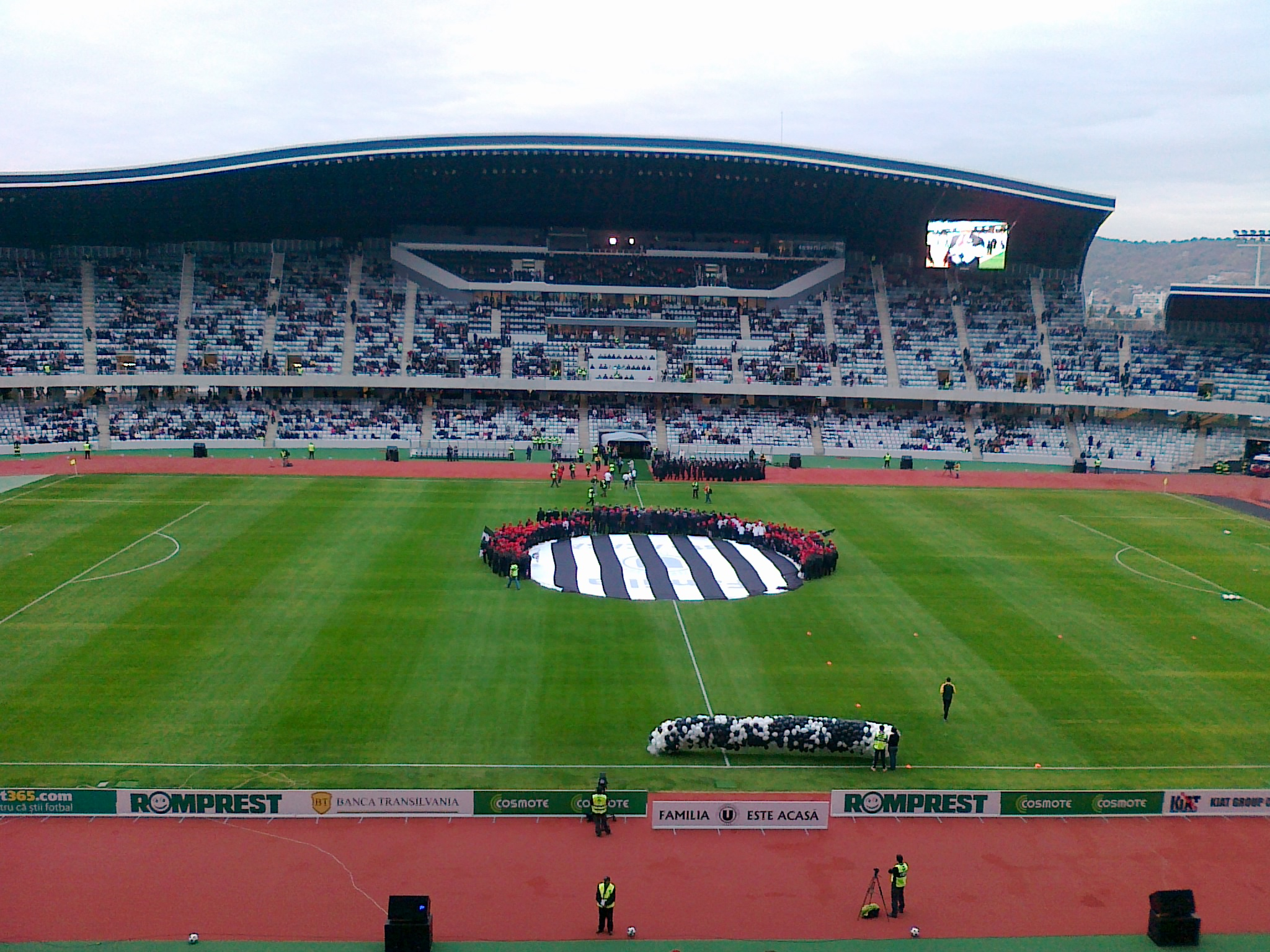
Cluj Arena

W ramach projektu powstał również wieżowiec z funkcjami biurowo-hotelowymi, parking na 3 tys. miejsc, wielofunkcyjna hala oraz tereny rekreacyjne.